# Момпер, Ян де
Ян де Момпер, также Джованни де Момпер (нидерл. Jan de Momper, Giovanni de Momper; 16 августа 1617, Антверпен — 1684, Рим) — фламандский живописец-пейзажист, который после обучения в Антверпене сделал успешную карьеру в Риме. Романист. С его выразительными пейзажами, выполненными «свободной кистью» в экспрессивной манере, художник занимает уникальное положение в художественной культуре барочного Рима того времени.

## Биография
О жизни Яна де Момпера известно немного. Согласно итальянским источникам, он родился в Антверпене; возможно, был членом большой семьи художников де Момпер, которая специализировалась на пейзажной живописи. Семья де Момпер была известной семьей пейзажистов и граверов, родом из Брюгге, которые обосновались в Антверпене в XVI веке. Некоторые историки искусства предполагают, что он был Иоанном де Момпером, который родился 16 августа 1614 года в семье художника Яна де Момпера (II) и Элизабет ван Хоесвинкель. Ян де Момпер (II) был братом выдающегося пейзажиста Йоса де Момпера. Другие отождествляют его с Иоанном де Момпером, зарегистрированным вышивальщиком в 1635 году в антверпенской Гильдии Святого Луки. Ян, вероятно, покинул Антверпен в конце 1630-х годов, когда большая мастерская семьи де Момпер распалась после смерти Йоса де Момпера, ведущего художника в семье.
В 1657 году Ян де Момпер был зарегистрирован в Риме в связи с заказом на создание девяти пейзажей для выдающейся римской семьи Дориа Памфили. Некоторые из его работ до сих пор находятся в Галерее Дориа Памфили в Риме в составе большой коллекции произведений искусства, принадлежавшей этой семье. В 1661 году Ян де Момпер был хорошо известным художником в Риме, о чём свидетельствует важный заказ от другой выдающейся семьи банкиров Киджи.
Считается, что Ян де Момпер присоединился к обществу «Перелётные птицы», или «Бент» (нидерл. bent — клуб, собрание, нидерл. Bent vogels — перелётные птицы, или нидерл. Bentvueghels — «птицы пера») — братство иностранных художников, прибывавших в католический Рим из северных стран (главным образом из Нидерландов и Германии) с целью изучения классического искусства и совершенствования мастерства. В обществе существовал обычай давать своим членам новое «кривое» имя. Яну де Момперу дали имя «Плод чести» (Eervrucht).
Ян де Момпер был связан с выдающимся фламандским батальным живописцем Винсентом Адриансеном, который также работал в Риме. Жена Яна Агнес Винченти была дочерью Адриансена. Адриансен также был ранним наставником Момпера в Риме.
В 1684 году Ян де Момпер был зарегистрирован как работающий над дворцом семьи Киджи в Аричче. После сообщения о смерти его жены в 1684 году никаких дальнейших признаков жизни Яна де Момпера не обнаружено.
Художник был забыт до его повторного открытия в 1959 году, когда историк искусства Роберто Лонги подобрал серию пейзажей, характеризующихся сильной индивидуальностью и замечательной свободой кисти под псевдонимом «Monsù X». По надписи на обороте одного из этих полотен, принадлежавших семье Киджи, Лонги смог идентифицировать анонимного мастера как Яна де Момпера.
Ян де Момпер более всего известен картинами, изображающими прибрежные и речные виды, наполненные фигурами и сценами охоты. Пейзажи Яна де Момпера необычно экстравагантны для того времени. Они написаны с большой свободой кисти и сильными контрастами. Его живописная манера показывает, что он был знаком с пейзажами Рембрандта, а также с поздними работами Сальватора Розы. Свобода и сила его мазка объясняют, почему некоторые из его работ в прошлом приписывались Гойе или последователям Гойи и Алессандро Маньяско. Некоторые из его картин также напоминают пейзажи Клода Лоррена. Экспрессионистский талант Яна де Момпера сделал его творчество уникальным в художественной панораме барочного Рима.

## Галерея

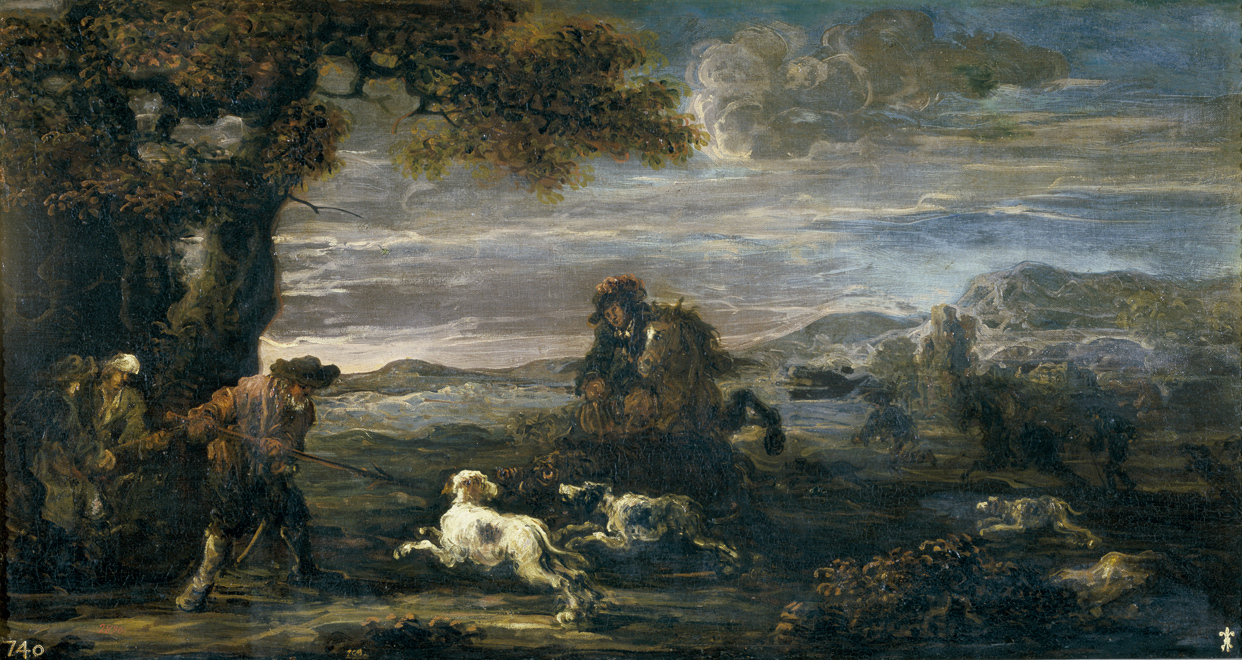
Охота на кабана. Холст, масло. Прадо, Мадрид
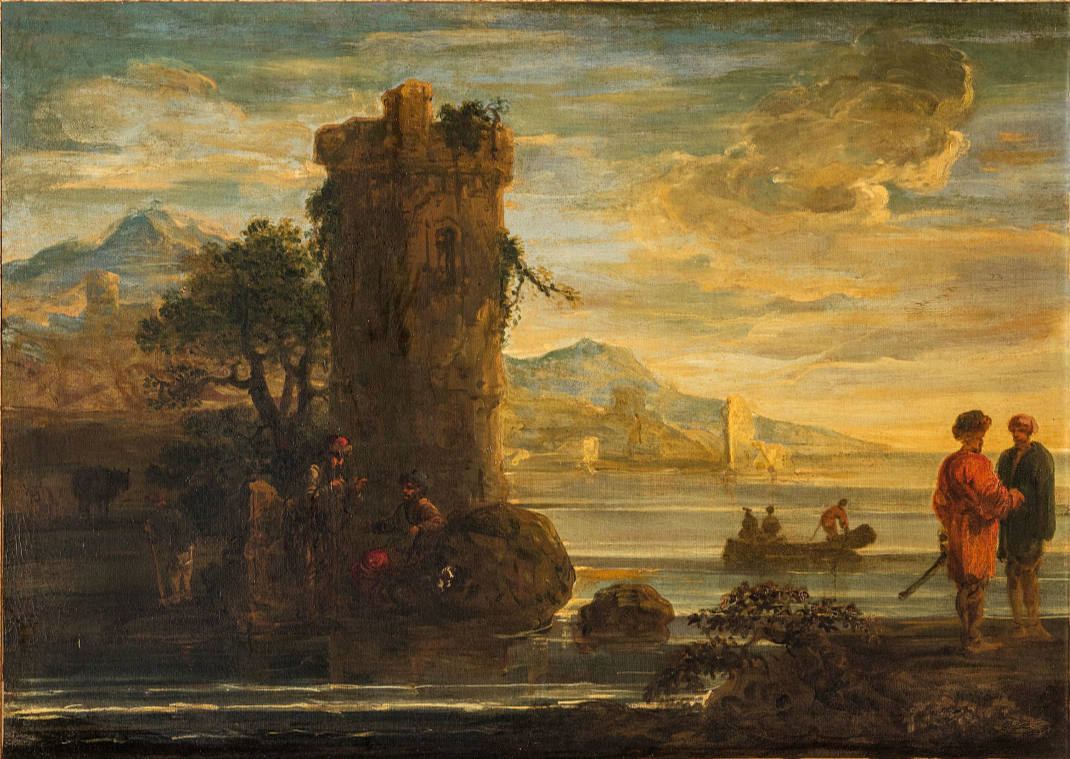
Прибрежный пейзаж с башней. Между 1633 и 1684. Холст, масло. Частное собрание
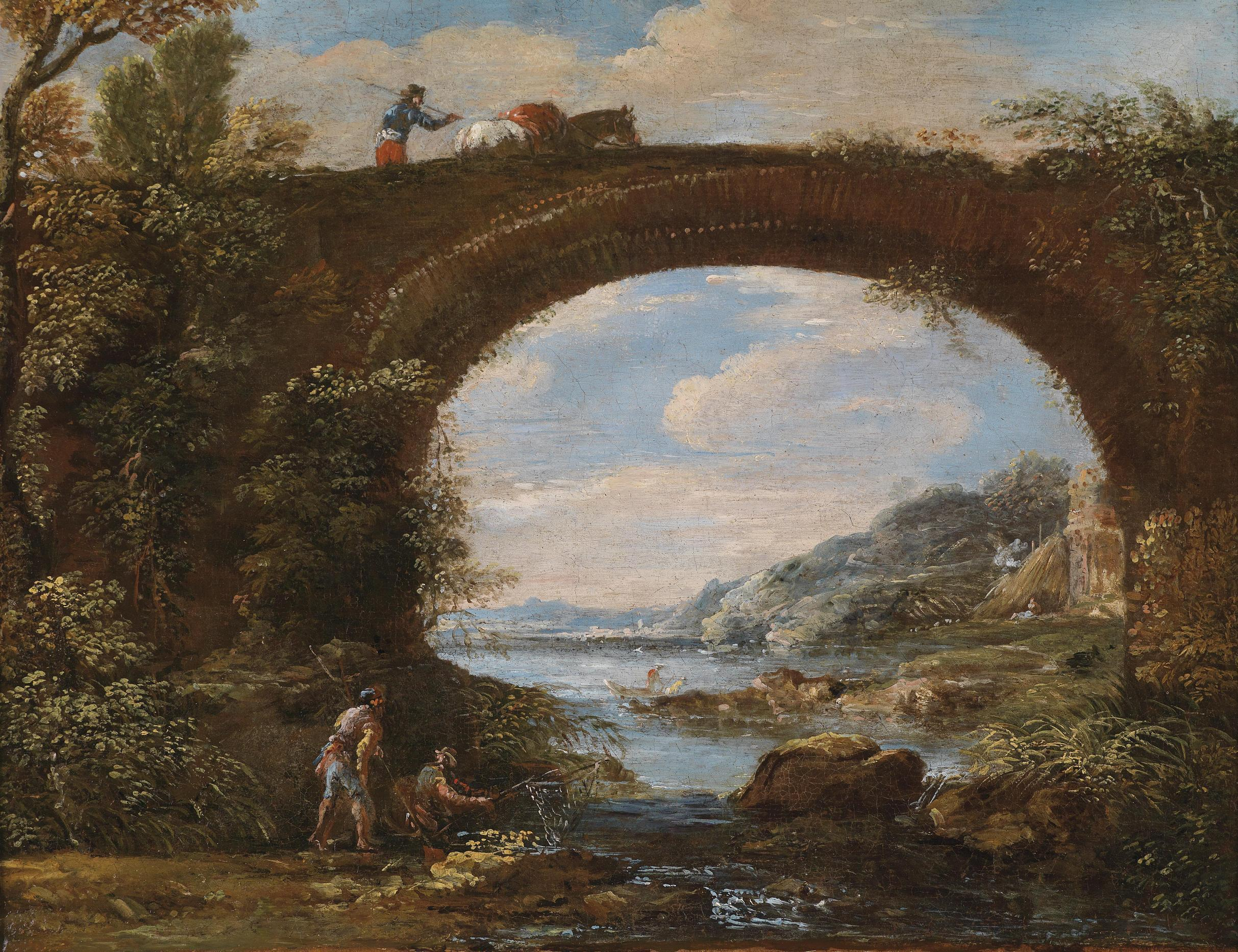
Прибрежный пейзаж с мостом. Холст, масло. Частное собрание
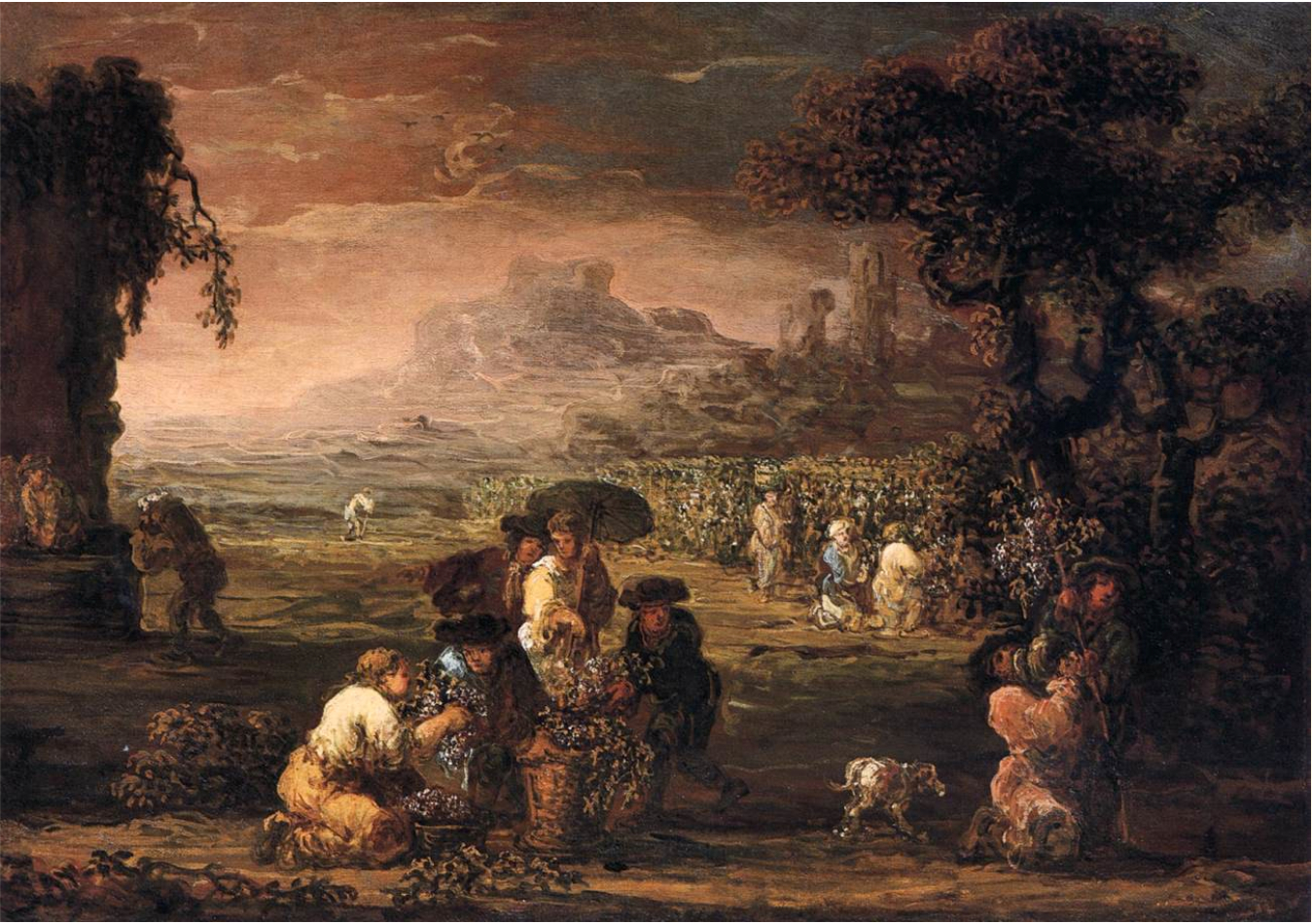
Сбор винограда. 1660-е. Холст, масло. Академия изобразительных искусств, Вена
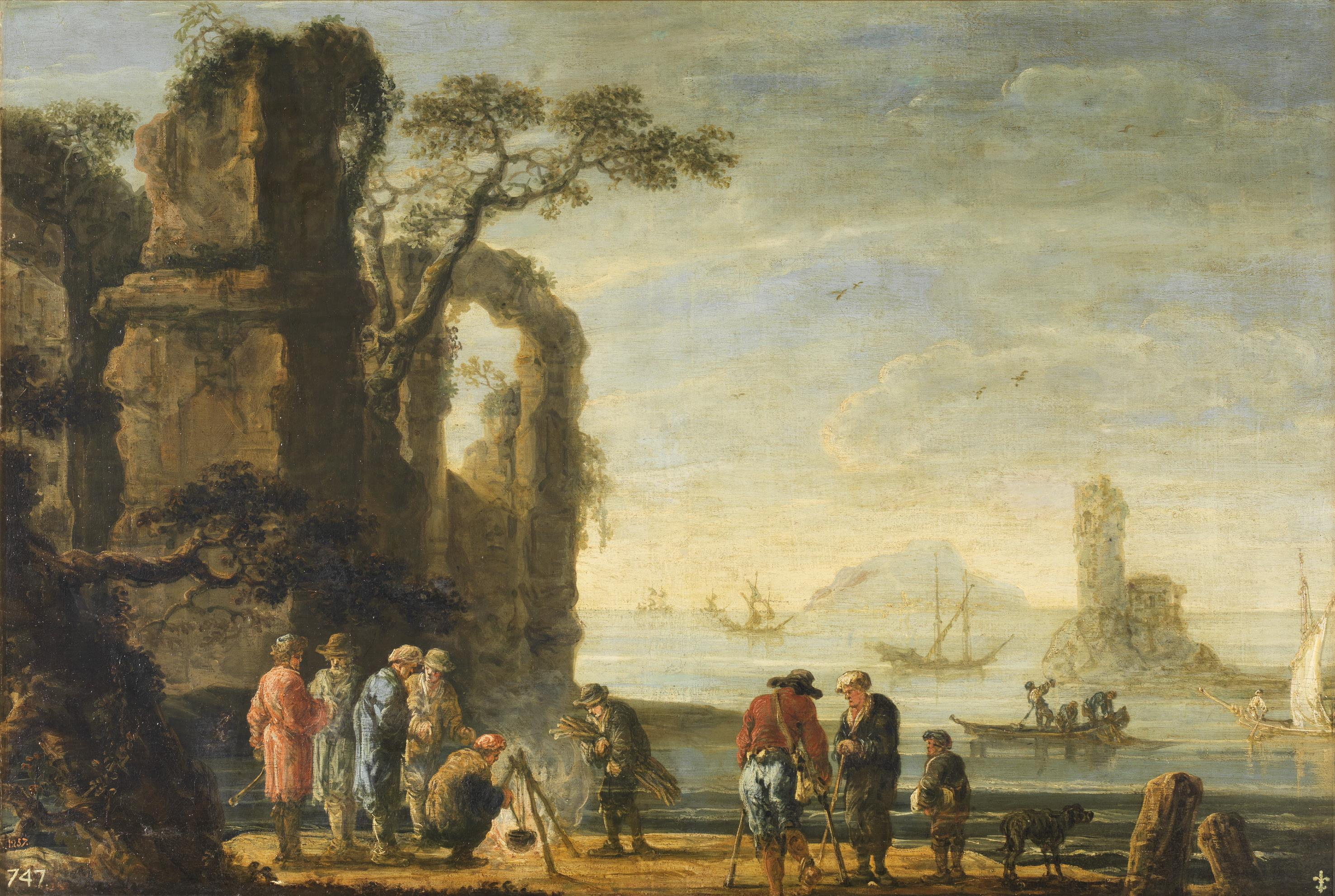
Пирс. Холст, масло. Прадо, Мадрид
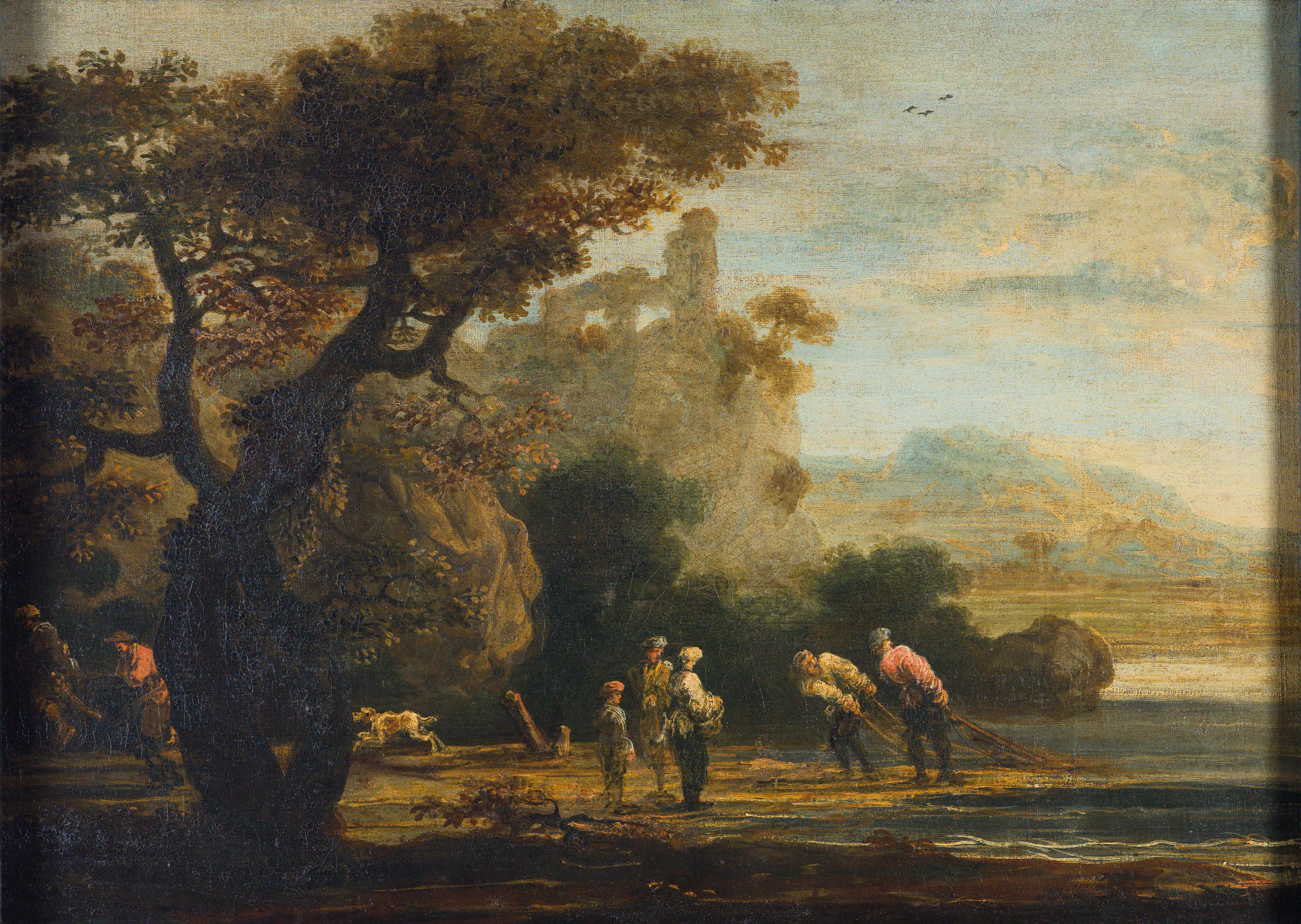
Пейзаж с рыбаками у озера. Ок. 1684. Холст, масло. Частное собрание
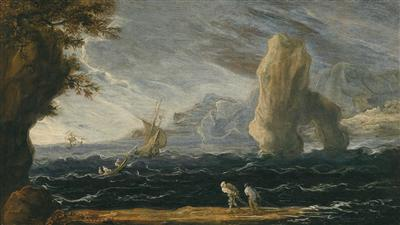
Рыбаки на берегу. Между 1640 и 1684. Холст, масло. Частное собрание